# Массауа (район)
Массауа — район зоби (провінції) Семіен-Кей-Бахрі, що в Еритреї. Столиця — місто Массауа.